# Victory Road (2010)
Victory Road (2010) foi a sexta edição do evento pay-per-view Victory Road, promovido pela Total Nonstop Action Wrestling. Ocorreu no dia 11 de julho de 2010 no Impact! Zone na cidade de Orlando, Florida.

## Resultados
| #                              | Lutas | Estipulação                                                                     | Tempo |
| ------------------------------ | --- | ------------------------------------------------------------------------------- | ----- |
| Dark                           | Jeff Jarrett derrotou Desmond Wolfe                                                                               | Singles match                                                                   | N/A   |
| 1                              | Douglas Williams (c) derrotou Brian Kendrick                                                                      | Ultimate X & Submission match pelo TNA X Division Championship                  | 10:03 |
| 2                              | Brother Ray derrotou Jesse Neal e Brother Devon                                                                   | 3-Way match                                                                     | 05:55 |
| 3                              | Angelina Love derrotou Madison Rayne (c) por desqualificação.                                                     | Title vs. Career match pelo TNA Knockouts Championship                          | 04:40 |
| 4                              | A.J. Styles & Kazarian derrotaram Samoa Joe & Rob Terry                                                           | Tag team match para definir se Styles e Kazarian iriam ser membros de "Fortune" | 08:08 |
| 5                              | Hernandez derrotou Matt Morgan                                                                                    | Steel cage match                                                                | 10:43 |
| 6                              | Jay Lethal derrotou Ric Flair                                                                                     | Challenge match                                                                 | 12:03 |
| 7                              | The Motor City Machine Guns (Alex Shelley e Chris Sabin) derrotaram Beer Money, Inc. (James Storm e Robert Roode) | Tag team match pelo vago TNA World Tag Team Championship                        | 15:55 |
| 8                              | Kurt Angle (10) derrotou D'Angelo Dinero (8)                                                                      | Championship Contender match                                                    | 12:05 |
| 9                              | Rob Van Dam (c) derrotou Jeff Hardy, Mr. Anderson e Abyss                                                         | 4-Way match pelo TNA World Heavyweight Championship                             | 12:27 |
| (c) - Campeões antes das lutas | |                                                                                 |       |